# Bupleurum libanoticum
Bupleurum libanoticum är en flockblommig växtart som beskrevs av Pierre Edmond Boissier och Emanuel Blanche. Bupleurum libanoticum ingår i släktet harörter, och familjen flockblommiga växter. Inga underarter finns listade i Catalogue of Life.